# Ligne H7 du HÉV de Budapest
La ligne H7 du HÉV de Budapest ou ligne HÉV de Csepel est l'une des quatre lignes du réseau de train suburbain de Budapest. Inaugurée en 1951, elle relie le centre de Budapest à Csepel.

## Tracé et stations

### Liste des stations
|  |   |  | Station                | Desserte | Correspondances                                 |
|  | - |  | ---------------------- | -------- | ----------------------------------------------- |
|  | o |  | Boráros tér            | 9e arr.  | 2 4 6 15 23 23E 54 55 115 212 223M              |
|  | o |  | Müpa – Nemzeti Színház | 9e arr.  | 1 2 24 23 23E 54 55 179 223M                    |
|  | o |  | Szabadkikötő           | 21e arr. | 179                                             |
|  | o |  | Szent Imre tér         | 21e arr. | 35 36 38 38A 71 138 148 151 152 159 179 238 278 |
|  | o |  | Karácsony Sándor utca  | 21e arr. | 36 38 38A 138 148 151 152 159 179 238 278       |
|  | o |  | Csepel                 | 21e arr. | 36 38 38A 138 148 152 159 238 278               |